# Estudios

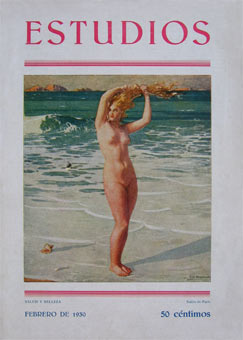
Estudios, février 1930.

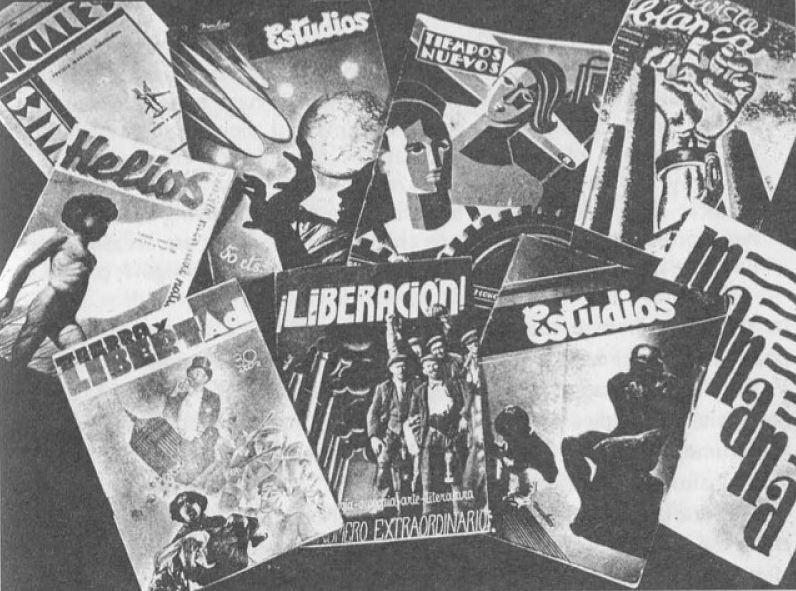
La presse a joué un rôle important dans la diffusion des idées libertaires en Espagne : un échantillon de publications associées à la CNT et à la FAI.

Estudios est une revue culturelle d'avant-garde espagnole créée en 1922 et disparue en 1937, marquée par le courant anarchiste et ouverte entre autres aux débats sur les sexualités et le végétarisme.
Revue éclectique, naturiste et libertaire les principaux thèmes abordés sont : le nudisme, la médecine intégrale, l'amour libre et l'éducation sexuelle, l'hygiène et l'alimentation naturelle, la pédagogie rationnelle, l'art, etc. Elle aura une influence décisive sur la classe ouvrière espagnole en contribuant à faire évoluer radicalement les mentalités.

## Histoire
Cette revue fut créée à Valence en 1922, sous le nom Revista Ecléctica, avant de fusionner en 1928 avec Generación Consciente, revue anarcosyndicaliste créée en 1923 à Alcoy, et fut rebaptisée alors Estudios Revista Ecléctica (à partir du numéro 64), à la suite de la censure imposée par la dictature de Miguel Primo de Rivera. Vendue au prix de 50 centimes de peseta, elle disparaît en décembre 1937 (dernier numéro : 165), du fait de la Guerre civile.
D'un rythme de parution bimensuel et d'un tirage moyen de 70 000 exemplaires, ses objectifs principaux étaient l'éducation des classes populaires par l'ouverture aux questions d'ordre social, scientifique et artistique. Cette revue s'ouvrit largement aux sexualités (publiant notamment une Anthologie du bonheur conjugal illustrée, des reportages sur le naturisme, etc.), à l'histoire (avec des documents contre le colonialisme et le racisme), aux arts contemporains, aux sciences et à la littérature, le tout servi par un graphisme que l'on doit aux artistes Manuel Monleón et Josep Renau, très inspirés par John Heartfield et l'agit-prop. Bien entendu, les lobbies politico-religieux ne cessèrent de vouloir faire interdire cette revue libertaire.
Les contributeurs étaient : Isaac Puente Amestoy, Félix Martí Ibáñez, Antonia Maymón, Roberto Remartínez, Santiago Valentí Camp et bien d'autres.
Largement méconnue du fait de l'exil (ou de la disparition) d'une grande partie de ses contributeurs et de son occultation par le franquisme, cette revue marque, sous la Seconde république la transformation de l'Espagne en une démocratie ouverte aux problématiques du monde contemporain.

## Notices
- L'Éphéméride anarchiste : notice.
- (es) Miguel Iñiguez, Esbozo de una Enciclopedia histórica del anarquismo español, Fundación de Estudios Libertarios Anselmo Lorenzo, Madrid, 2001, page 208.
- (ca) « Estudios », Gran Enciclopèdia Catalana, sur enciclopedia.cat, Barcelone, Edicions 62..